# Чемпіонат Донецької області з футболу
Чемпіонат Донецької області з футболу — обласні футбольні змагання серед аматорських команд. Проводяться під егідою Асоціації футболу Донецької області.

## Усі переможці

### Чемпіонат Донецької губернії
| Сезон | Чемпіон                     | 2 місце                                  | 3 місце                       |
| 1922  | Команда м-ка Дружківка      | Команда м-ка Краматорськ                 |                               |
| 1923  | «Металіст» (м-ко Дружківка) | СК ім. Леніна (м. Юзівка)                | Клуб ім. Артема (м. Таганріг) |
| 1924  | СК ім. Леніна (м. Сталіне)  | «Рудник» (с-ще Вітка Сталінської округи) |                               |

### Чемпіонат Сталінської округи
| Сезон | Чемпіон                    | 2 місце                              | 3 місце                 |
| 1925  | СК ім. Леніна (м. Сталіне) | Команда м. Дмитрієвськ               |                         |
| 1926  | СК ім. Леніна (м. Сталіне) | «Петровський рудник» (с-ще Петрівка) |                         |
| 1927  | Команда м. Сталіне         | Команда смт Кадіївка                 |                         |
| 1928  | Команда с-ща Будьоннівка   | СК ім. Леніна (м. Сталіне)           | Команда с-ща Петрівка   |
| 1929  | «Динамо» (м. Сталіне)      | «Динамо» (с-ще Будьоннівка)          | Команда с-ща Рутченкове |
| 1930  |                            |                                      |                         |
| 1931  |                            |                                      |                         |

### Чемпіонат Донецької області
| Сезон | Чемпіон                                         | 2 місце                                              | 3 місце                                              |
| 1932  | Команда м. Горлівка                             | Команда м. Сталіне                                   |                                                      |
| 1933  | «Металіст» (м. Костянтинівка)                   |                                                      |                                                      |
| 1934  | «Динамо» (м. Горлівка)                          |                                                      |                                                      |
| 1935  | «Динамо» (м. Горлівка)                          | Команда м. Кадіївка                                  |                                                      |
| 1936  | «Завод ім. Коваля» (м. Сталіне)                 |                                                      |                                                      |
| 1937  | «Сталь» (м. Костянтинівка)                      |                                                      |                                                      |
| 1938  | «Стахановець-клуб» (м. Сталіне)                 | «Сталь» (м. Костянтинівка)                           |                                                      |
| 1939  |                                                 |                                                      |                                                      |
| 1940  | «Стахановець» (м. Орджонікідзе)                 | «Авангард — З-д імені Сталіна» (м. Краматорськ)      |                                                      |
| 1944  | «Стахановець» (м. Сталіне)                      | Команда м. Макіївка                                  |                                                      |
| 1945  | «Стахановець» (смт Рутченкове)                  | Команда м. Костянтинівка                             |                                                      |
| 1946  | «Сталь» (м. Макіївка)                           |                                                      |                                                      |
| 1947  | «Авангард — З-д імені Сталіна» (м. Краматорськ) | «Локомотив» (м. Ясинувата)                           |                                                      |
| 1948  | «Сталь» (м. Костянтинівка)                      | «Шахтар Смолянка» (м. Сталіне)                       | «Завод імені Ілліча» (м. Маріуполь)                  |
| 1949  | «Металург» (м. Жданов)                          | «Локомотив» (м. Красноармійське)                     | «Вогнетривник» (м. Часів Яр)                         |
| 1950  | «Водник» (м. Жданов)                            | «Шахтар Петровське» (м. Сталіне)                     |                                                      |
| 1951  | «Шахтар» (м. Дружківка)                         |                                                      |                                                      |
| 1952  | «Шахта № 11 Смолянка» (м. Сталіне)              | «Шахтар» (м. Дружківка)                              |                                                      |
| 1953  | «Металург» (м. Жданов)                          |                                                      |                                                      |
| 1954  | «Шахтар» (м. Єнакієве)                          |                                                      |                                                      |
| 1955  | «Шахта № 9 „Капітальна“» (м. Сталіне)           | «Шахтар» (м. Чистякове)                              | «Авангард — З-д імені Сталіна» (м. Краматорськ)      |
| 1956  | «Металург» (м. Часів Яр)                        |                                                      |                                                      |
| 1957  | «Шахта № 11 Смолянка» (м. Сталіне)              | «Локомотив» (м. Артемівськ)                          | «Шахтар» (м. Артемівськ)                             |
| 1958  | «Металург» (м. Часів Яр)                        | «Торецький завод» (м. Дружківка)                     | «Шахта ім. Артема „Дзержинськвугілля“» (м. Артемове) |
| 1959  | «Шахта № 11 Смолянка» (м. Сталіне)              | «Шахта ім. Артема „Дзержинськвугілля“» (м. Артемове) |                                                      |
| 1960  | «Шахта № 11 Смолянка» (м. Сталіне)              | «Хімік» (м. Макіївка)                                | «Металург» (м. Єнакієве)                             |
| 1961  | «Металург» (м. Єнакієве)                        | «Металург» (м. Часів Яр)                             | «?» (м. Жданов)                                      |
| 1962  | «Металург» (м. Єнакієве)                        | «Тяжмаш» (м. Жданов)                                 | «Кіровець» (Макіївка)                                |
| 1963  | «Шахтар» (м. Чистякове)                         | «Кіровець» (Макіївка)                                | «Шахта ім. Дзержинського» (м. Дзержинськ)            |
| 1964  | «Шахтар» (м. Чистякове)                         | «Старт» (м. Дзержинськ)                              | «Автоскло» (м. Костянтинівка)                        |
| 1965  | «Старт» (м. Дзержинськ)                         | «Хімік» (м. Слов'янськ)                              | «Зоря» (м. Артемівськ)                               |
| 1966  | «Автоскло» (м. Костянтинівка)                   | «Шахта № 9» (м. Донецьк)                             | «Маяк» (м. Красноармійськ)                           |
| 1967  | «Шахтар» (м. Красноармійськ)                    | «Кольормет» (м. Артемівськ)                          | «Хімік» (м. Слов'янськ)                              |
| 1968  | «Шахтар „Холодна балка“» (м. Макіївка)          | «Кіровець» (Макіївка)                                | «Горлівкавуглебуд» (м. Горлівка)                     |
| 1969  | «Кольормет» (м. Артемівськ)                     | «Хімік» (м. Горлівка)                                | «Шахтар „Холодна балка“» (м. Макіївка)               |
| 1970  | «Шахтар» (м. Сніжне)                            | «Шахтар „Холодна балка“» (м. Макіївка)               | «Кіровець» (Макіївка)                                |
| 1971  | «Хімік» (м. Горлівка)                           | «Шахтоуправління „Пролетарське“» (м. Макіївка)       | ДЗТМ (м. Донецьк)                                    |
| 1972  | «Хімік» (м. Горлівка)                           | «Автоскло» (м. Костянтинівка)                        | «Шахтар» (м. Сніжне)                                 |
| 1973  | «Шахтар» (м. Торез)                             | «Моноліт» (м. Донецьк)                               | «Блюмінг» (м. Краматорськ)                           |
| 1974  | «Машинобудівник» (м. Дружківка)                 | «Кіровець» (Макіївка)                                | «Металург» (м. Єнакієве)                             |
| 1975  | «Кіровець» (Макіївка)                           | «Хімік» (м. Горлівка)                                | «Машзавод» (м. Горлівка)                             |
| 1976  | «Моноліт» (м. Донецьк)                          | «Шахтобудівник» (м. Донецьк)                         |                                                      |

| Сезон | Чемпіон                         | 2 місце                    | 3 місце                             | Чемпіон у загальному заліку         |
| 1977  | «Машинобудівник» (м. Дружківка) |                            |                                     | «Блюмінг» (м. Краматорськ)          |
| 1978  | «Кіровець» (Макіївка)           | «Хімік» (м. Горлівка)      | «Канатник» (м. Харцизьк)            | «Кіровець» (Макіївка)               |
| 1979  | «Шахтар» (м. Дзержинськ)        |                            |                                     | «Азовсталь» (м. Жданов)             |
| 1980  | «Текстильник» (м. Донецьк)      |                            |                                     | «Текстильник» (м. Донецьк)          |
| 1981  | «Азовсталь» (м. Жданов)         | «Хімік» (м. Слов'янськ)    |                                     | «Азовсталь» (м. Жданов)             |
| 1982  | «Бажановець» (м. Макіївка)      |                            |                                     | «Текстильник» (м. Донецьк)          |
| 1983  | «Кіровець» (Макіївка)           | «Бажановець» (м. Макіївка) | «Шахта імені Засядька» (м. Донецьк) | «Шахта імені Засядька» (м. Донецьк) |
| 1984  | «Кіровець» (Макіївка)           | «Металург» (м. Єнакієве)   | «Шахтар» (м. Красноармійськ)        | «Кіровець» (Макіївка)               |
| 1985  | «Ударник» (м. Сніжне)           |                            |                                     | «Бажановець» (м. Макіївка)          |
| 1986  | «Кіровець» (Макіївка)           | «Азовсталь» (м. Жданов)    | «Бажановець» (м. Макіївка)          | «Бажановець» (м. Макіївка)          |

| Сезон        | Чемпіон                      | 2 місце                                | 3 місце                              |
| 1987         | «Кіровець» (м. Макіївка)     |                                        | «Колос» (смт Олександрівка)          |
| 1988         | «Шахтар» (м. Сніжне)         | «Шахтар» (м. Шахтарськ)                | «Шахтобудівник» (м. Донецьк)         |
| 1989         | «Кіровець» (м. Макіївка)     | «Шахтар» (м. Селидове)                 | «Антрацит» (м. Кіровське)            |
| 1990         | «Кольормет» (м. Артемівськ)  | «Вуглик» (м. Красноармійськ)           | «Бажановець» (м. Макіївка)           |
| 1991         | «Гарант» (м. Донецьк)        | «Блюмінг» (м. Краматорськ)             | «ШУ „Олександр-Захід“» (м. Горлівка) |
| 1992         | «Гарант» (м. Донецьк)        | «Шахтар» (м. Горлівка)                 | «Шахтар» (м. Сніжне)                 |
| 1992/93      | «Кіровець» (м. Макіївка)     | «Шахтар „Холодна балка“» (м. Макіївка) | «Колос» (смт Олександрівка)          |
| 1993/94      | «Шахтар» (м. Селидове)       |                                        |                                      |
| 1994/95      | «Шахтар» (м. Дзержинськ)     |                                        |                                      |
| 1995 (осінь) | «Авангард» (м. Краматорськ)  | «Сілур» (м. Харцизьк)                  | «Металург» (м. Комсомольське)        |
| 1996 (весна) | «Авангард» (м. Краматорськ)  | УОР (м. Донецьк)                       | «Південьсталь» (м. Єнакієве)         |
| 1996 (осінь) | «Південьсталь» (м. Єнакієве) | «Шахта „Трудовська“» (м. Донецьк)      | «Шахтар» (м. Горлівка)               |
| 1997         | «Шахтар» (м. Горлівка)       | «Шахта „Трудовська“» (м. Донецьк)      |                                      |

| Сезон | Чемпіон                          | 2 місце                      | 3 місце                         | Чемпіон у загальному заліку |
| 1998  | «Шахта „Україна“» (м. Українськ) | «Вуглик» (м. Донецьк)        | «Металург-2» (м. Маріуполь)     | «Коксохімік» (м. Авдіївка)  |
| 1999  | «Фортуна» (м. Шахтарськ)         |                              |                                 | «Фортуна» (м. Шахтарськ)    |
| 2000  | «Вуглик» (м. Димитров)           |                              |                                 | «Вуглик» (м. Димитров)      |
| 2001  | «Вуглик» (м. Димитров)           | «Словхліб» (м. Слов'янськ)   | «Південьсталь» (м. Єнакієве)    | «Словхліб» (м. Слов'янськ)  |
| 2002  | «Шахтар» (м. Торез)              | «Південьсталь» (м. Єнакієве) | «Шахтар» (м. Родинське)         | «Словхліб» (м. Слов'янськ)  |
| 2003  | «Південьсталь» (м. Єнакієве)     | «Словхліб» (м. Слов'янськ)   | «Шахтар» (м. Родинське)         | «Словхліб» (м. Слов'янськ)  |
| 2004  | «Словхліб» (м. Слов'янськ)       |                              |                                 | «Словхліб» (м. Слов'янськ)  |
| 2005  | «Словхліб» (м. Слов'янськ)       | «Південьсталь» (м. Єнакієве) | «Київ-Конті» (м. Костянтинівка) | «Словхліб» (м. Слов'янськ)  |
| 2006  | «Портовик» (м. Маріуполь)        | «Словхліб» (м. Слов'янськ)   | «Конті» (м. Костянтинівка)      | «Портовик» (м. Маріуполь)   |
| 2007  | «Конті» (м. Костянтинівка)       | «Словхліб» (м. Слов'янськ)   | «Ілліч-Агро» (м. Маріуполь)     | «Словхліб» (м. Слов'янськ)  |

| Сезон  | Чемпіон                                                  | 2 місце                                                  | 3 місце                                                  |
| 2008   | «Словхліб» (м. Слов'янськ)                               | «Конті» (м. Костянтинівка)                               | «Шахтар» (м. Родинське)                                  |
| 2009   | «Словхліб» (м. Слов'янськ)                               | «Портовик» (м. Маріуполь)                                | «Конті» (м. Костянтинівка)                               |
| 2010   | «Авангард» (м. Краматорськ)                              | «Нова-Люкс» (м. Донецьк)                                 | «Макіїввугілля» (м. Макіївка)                            |
| 2011   | «Словхліб» (м. Слов'янськ)                               | «Нова-Люкс» (м. Донецьк)                                 | «Конті» (м. Костянтинівка)                               |
| 2012   | «Вода Донбасу» (м. Донецьк)                              | ФК «Краматорськ» (м. Краматорськ)                        | «Аякс» (м. Шахтарськ)                                    |
| 2013   | «Аякс» (м. Шахтарськ)                                    | «Вода Донбасу» (м. Макіївка)                             | «Орлайн» (м. Донецьк)                                    |
| 2014   | не проводився                                            | не проводився                                            | не проводився                                            |
| 2015   | не проводився (чемпіонат Донбасу з футболу 2015)         | не проводився (чемпіонат Донбасу з футболу 2015)         | не проводився (чемпіонат Донбасу з футболу 2015)         |
| 2016   | не проводився (чемпіонат Донбасу з футболу 2016)         | не проводився (чемпіонат Донбасу з футболу 2016)         | не проводився (чемпіонат Донбасу з футболу 2016)         |
| 2017   | «Сапфір» (м. Краматорськ)                                | «Форум-Авто» (м. Краматорськ)                            | «Шахтар» (м. Родинське)                                  |
| 2018   | «Сапфір» (м. Краматорськ)                                | «Форум-Авто» (м. Краматорськ)                            | «Шахтар» (м. Родинське)                                  |
| 2019   | «Прометей» (смт Велика Новосілка)                        | «Сапфір» (м. Краматорськ)                                | ФК «Покровськ» (м. Покровськ)                            |
| 2020   | «Шахтар» (м. Родинське)                                  | ФК «Долина» (с. Долина)                                  | «Прометей» (смт Велика Новосілка)                        |
| 2021   | ФК «Слов'янськ» (м. Слов'янськ)                          | «Прометей» (смт Велика Новосілка)                        | ФК «Волноваха» (м. Волноваха)                            |
| з 2022 | Не проводиться через повномасштабне російське вторгнення | Не проводиться через повномасштабне російське вторгнення | Не проводиться через повномасштабне російське вторгнення |